# NHK World Radio Japón
NHK World Radio Japón es la radiodifusora internacional de la NHK de Japón, manejado por el servicio internacional NHK World. Fue fundada en 1935. Transmite por onda corta en árabe, bengalí, birmano, chino, coreano, español, francés, hindi, indonesio, inglés, japonés, persa, portugués, ruso, suajili, tailandés, urdu y vietnamita. Los programas en árabe, indonesio y persa pueden ser sintonizados por FM; mientras que los servicios en árabe y ruso son emitidos también por onda media. Varios de los servicios, incluyendo el de español, pueden ser escuchados vía satélite; así como en estaciones de radio asociadas de diferentes países.
Radio Japón hace sus transmisiones directas con la estación de onda corta, llamada Yamata, de la KDDI ubicada en la Prefectura de Ibaraki. Además usa las estaciones repetidoras de la BBC en el Reino Unido, Isla Ascensión y Singapur; de Radio Francia Internacional en Issoudun; de Radio Austria Internacional en Moosbrunn, Baja Austria; de Radio Vaticana en Santa Maria di Galeria, Roma; así como estaciones en Sri Lanka, Madagascar, Uzbekistán y en los Emiratos Árabes Unidos.
El servicio en español por onda corta se transmite para América Central y el Caribe de lunes a domingo, con una duración de media hora en cada emisión, en las frecuencias de 5985 kHz a las 04:00 UTC, trasmitiendo a través de la estación en Estados Unidos de WRMI. La emisión consta de un informativo de la NHK y adjunto, uno de los espacios científicos y culturales de la estación radial.

## Programas
- Boletín informativo: de lunes a viernes.
- Invenciones de Japón: las fascinantes historias y secretos ocultos tras la creación de los inventos más queridos y curiosos de Japón.
- Hablemos en japonés (nuevo curso): aprenda japonés desde cero con esta nueva serie de lecciones.
- Nuestro nuevo hogar: gente de todo el mundo que ha echado raíces en Japón nos muestra aspectos de su vida y nos habla de las dificultades que experimenta en la sociedad japonesa.
- Actualidades: este programa ofrece información actualizada sobre una amplia gama de temas para ayudar a comprender el complejo y cautivante país que es Japón.
- Viajes por Japón: explore una faceta diferente de Japón. Conozca a la gente local y descubra tradiciones y culturas que no suelen aparecer en las guías turísticas.
- Panorama musical: todo sobre la actual escena musical de Japón. Escuche pop, rock y música tradicional, entre otros géneros, con entrevistas a los artistas y las últimas noticias.
- Buzón de Radio Japón:  espacio de encuentro entre los oyentes y la emisora. Aquí leemos y comentamos algunas de las cartas e informes de recepción que llegan a nuestra redacción desde distintas partes del mundo. También tiene una sección dedicada a los diexistas.[1]